# Kfar Etzion

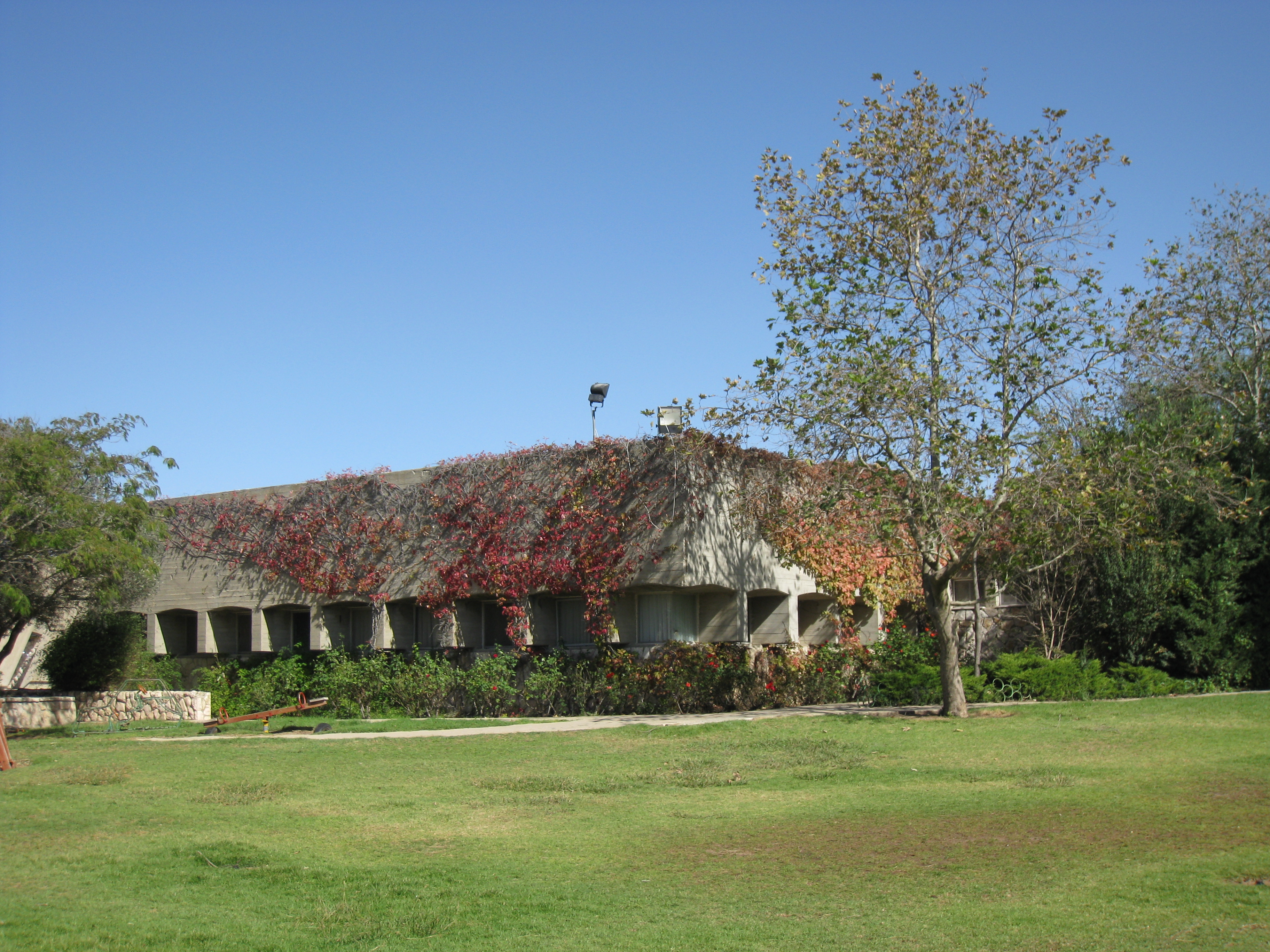
Kfar Etzion

Kfar Etzion (hebreiska: כפר עציון) är en israelisk bosättning på Västbanken i det område som kallas Judéen. Det är en religiös kibbutz som år 2019 hade 1 156 invånare.

## Historik
De första judiska försöken till bosättning gjordes 1927 av jemenitiska judar på mark som Jewish Agency köpt. År 1929 fick dock försöket uppges i och med de palestinska upploppen. År 1934 gjordes ett nytt försök som också det fick uppges 1939 under den arabiska revolten. År 1943 gjorde man ytterligare ett försök och så småningom kom det att bildas ytterligare tre kibbutzer i närheten.
Under självständighetskriget blev alla fyra bosättningarna erövrade samma dag som staten Israel bildades. I Kfar Etzion massakrerades 127 män och kvinnor, medan de andra bosättningarnas försvarare endast blev tagna som fångar.
Efter Sexdagarskriget 1967 vädjade de överlevande och deras barn om att åter få bosätta sig där och efter viss tvekan gick Levi Eshkol med på det.
Internationella samfundet anser att de israeliska bosättningarna på Västbanken är illegala enligt internationell lag, något som den israeliska regeringen avvisar.

## Bildgalleri

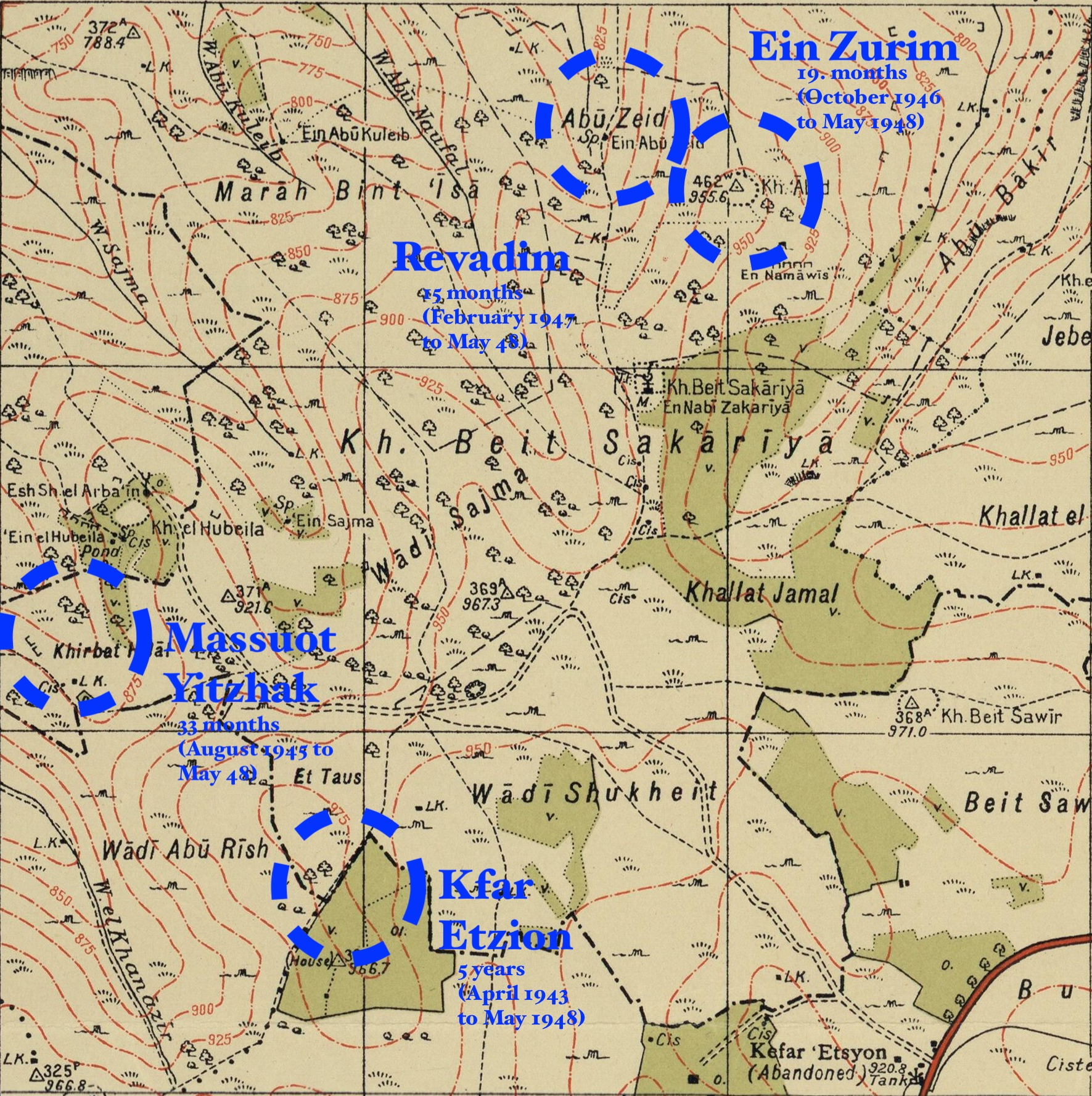
De fyra kibbutzerna i Gush Etzion vid tiden för det arabisk-israeliska kriget 1948 (Kfar Etzion, Ein Zurim, Massuot Yitzhak och Revadim) markerade på en karta över Brittiska Palestinamandatet från 1943
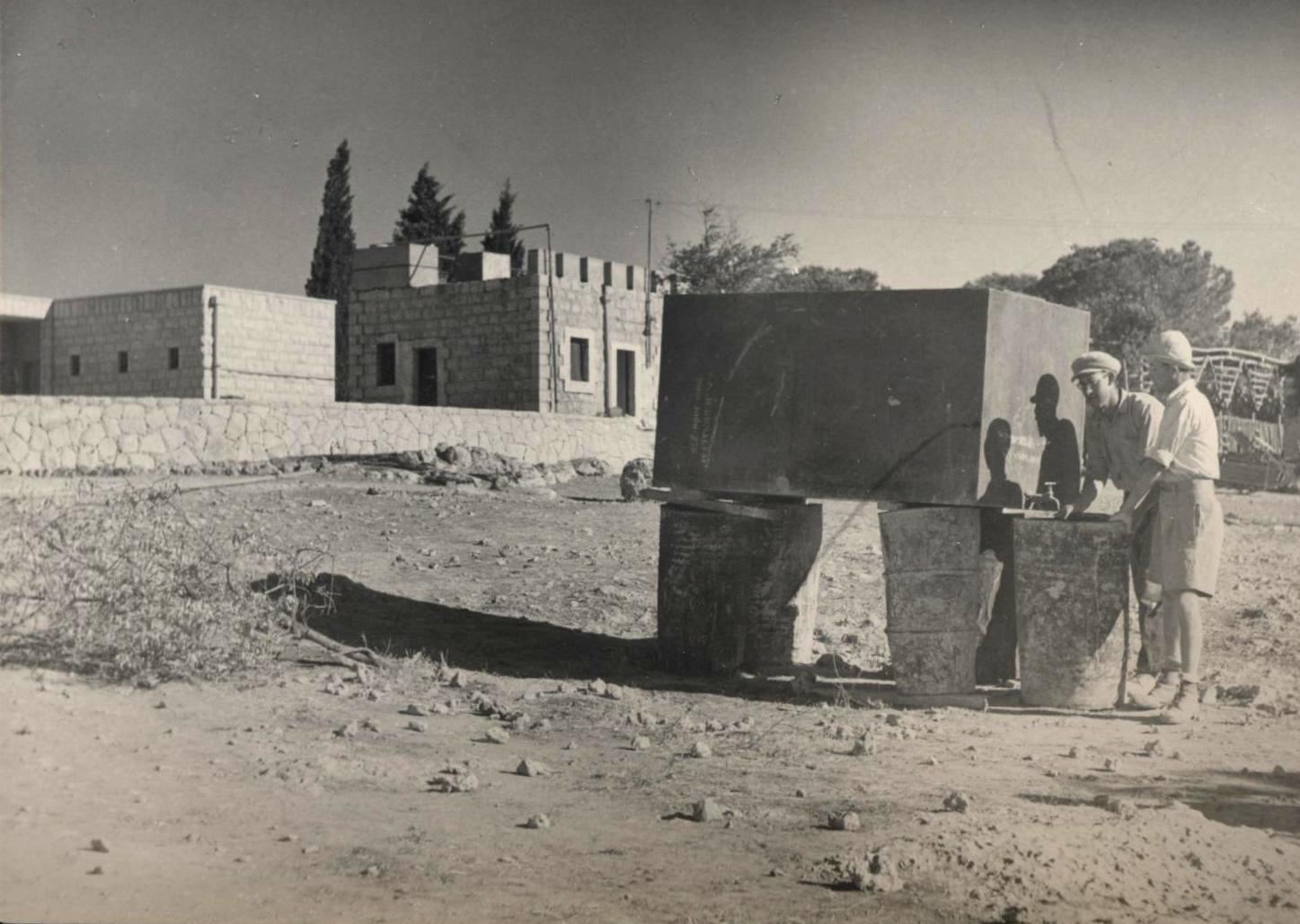
Vattentank i Kfar Etzion, 1943
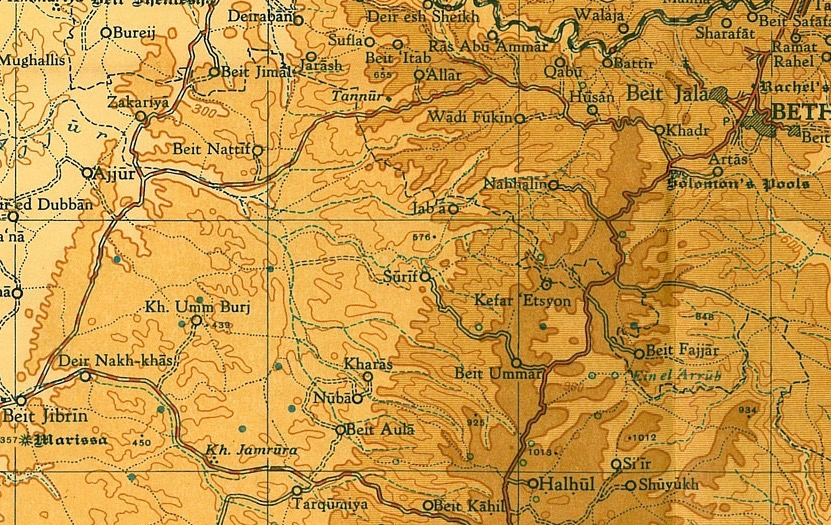
Kfar Etzion (Kefir 'Etsyon) 1945, 1:250,000
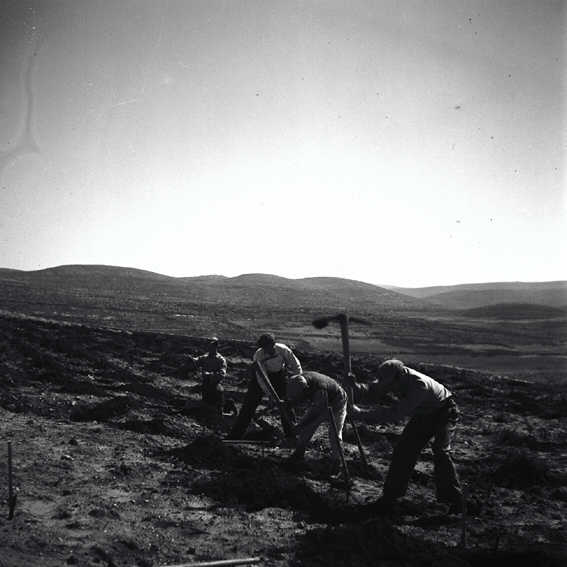
Kfar Etzion 1945
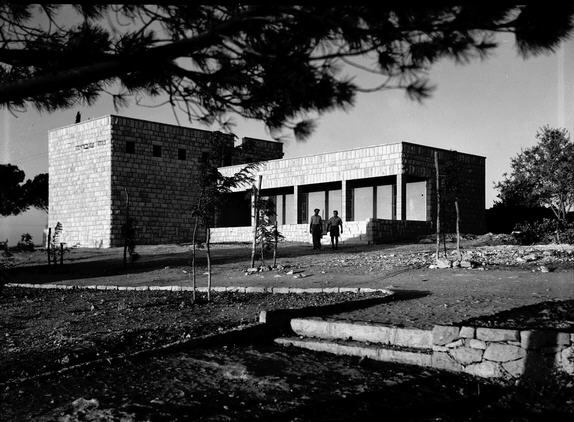
Neve Ovadia, bibliotekets exteriör, 1946
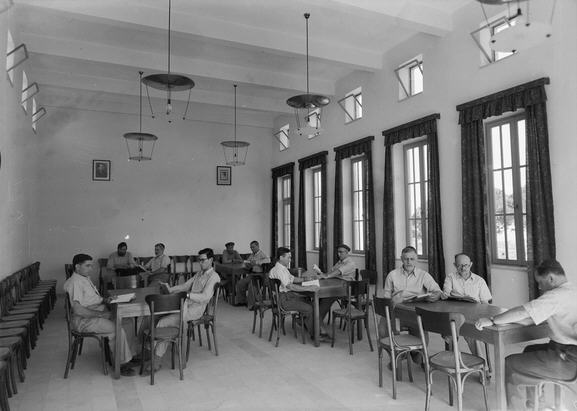
Kfar Neve Ovadia, läsesal
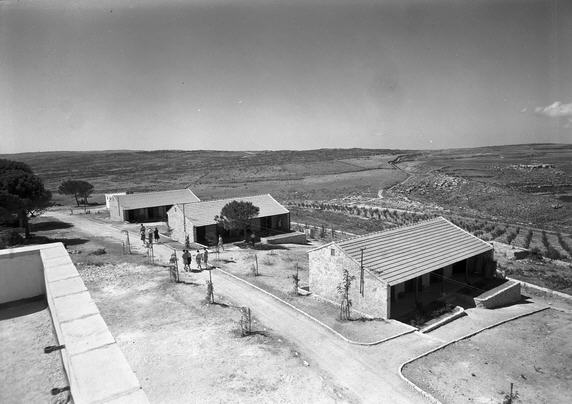
Kfar Etzion 1946
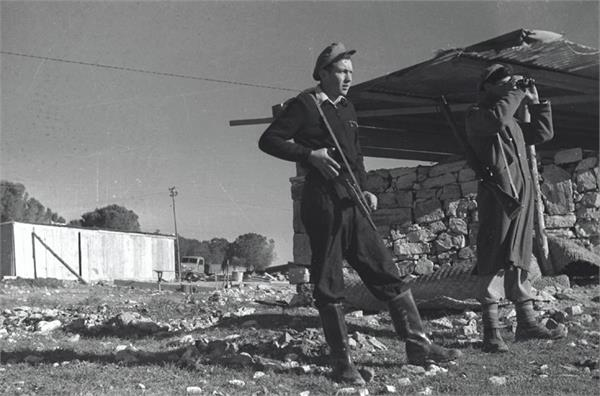
Kfar Etzion 1947
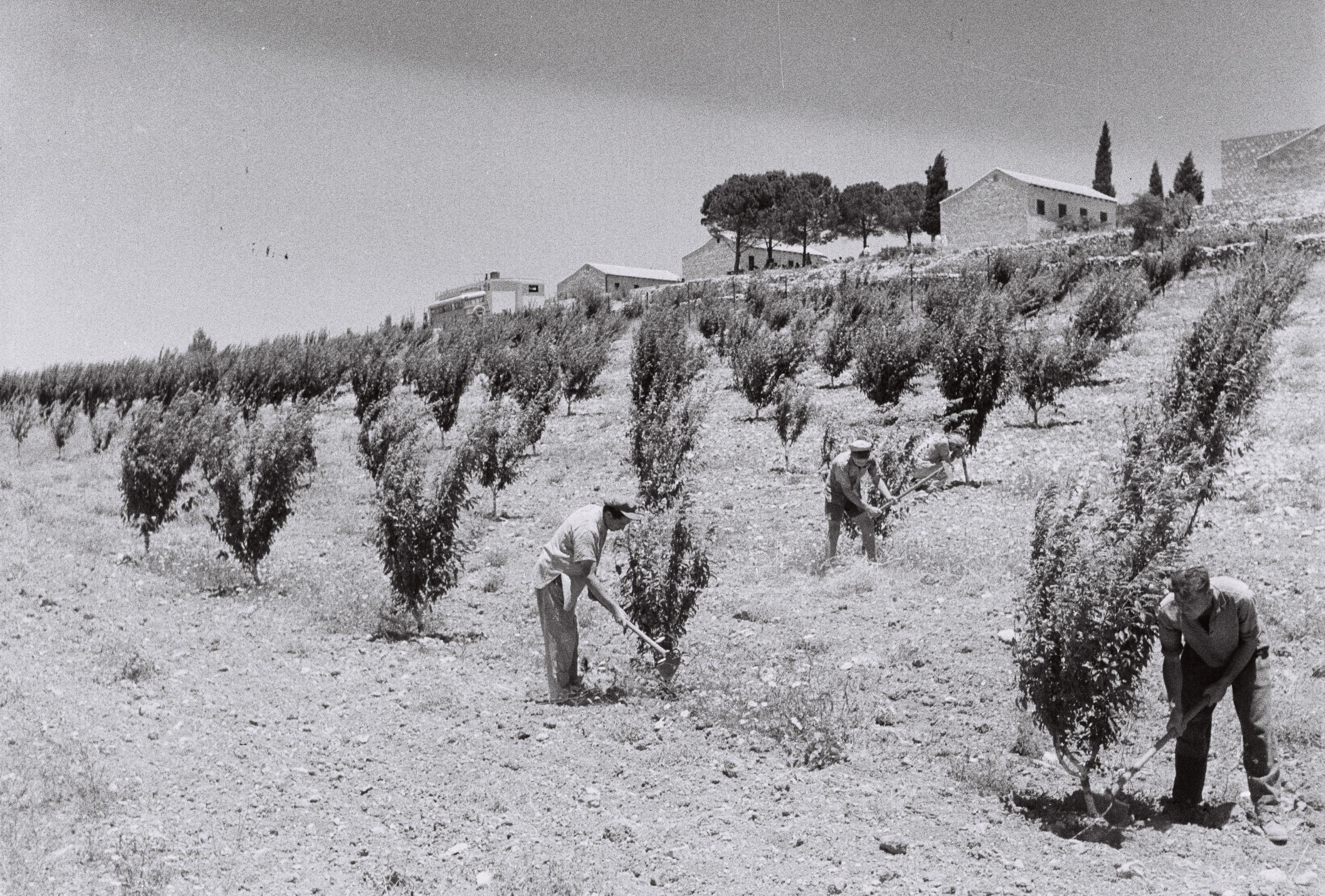
Kfar Etzion, 1947
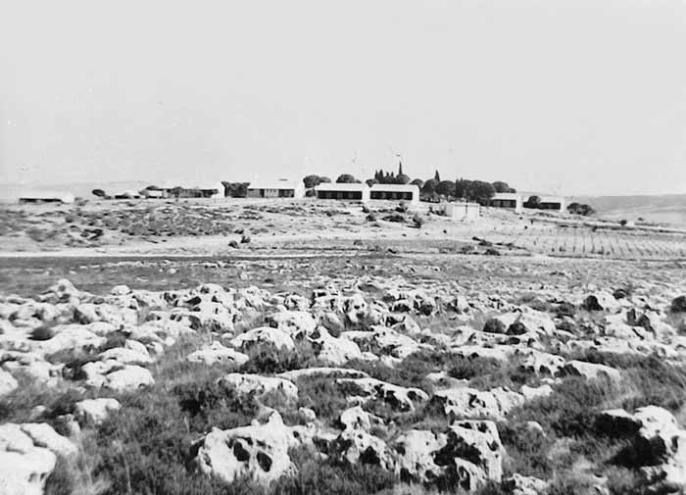
Kfar Etzion 1948